# Cansu Aydınoğulları
Cansu Aydınoğulları (Istanbul, 18 febbraio 1992) è una pallavolista turca, palleggiatrice del Beşiktaş.

## Carriera

### Club
La carriera di Cansu Aydınoğulları inizia nel settore giovanile del Beşiktaş, club che la fa esordire in Voleybol 1. Ligi all'età di quindici anni, nella stagione 2007-08: resta legata alla società bianco-nera per cinque annate, prima di trasferirsi al Galatasaray nel campionato 2012-13, trasferendosi però a metà stagione allo Yeşilyurt; nel campionato seguente gioca invece per la neopromossa Çanakkale.
Nella stagione 2014-15 gioca ancora per una neopromossa, l'İdman Ocağı. Nella stagione successiva difende i colori del Bursa BB, cambiando nuovamente casacca per il campionato 2016-17, giocando nel Seramiksan, ritornando però al Bursa BB già nel campionato seguente.
Torna a difendere i colori del Çanakkale nella stagione 2018-19, mentre nella stagione seguente emigra per la prima volta all'estero, giocando in Germania col MTV Stoccarda, in 1. Bundesliga. Rientra il patria per il campionato 2020-21, accasandosi al PTT, mentre nel campionato seguente passa al neopromosso Mert Grup Sigorta.
Nel novembre 2022 si accasa a stagione iniziata al Bolu, tornando all'estero nell'annata 2023-24, quando viene ingaggiata dalle ungheresi del Békéscsabai, in Extraliga; rientra in patria nell'annata seguente, questa volta per difendere i colori dell'Aydın BB. Nel campionato 2025-26 torna a indossare la casacca del Beşiktaş.

### Nazionale
Nell'estate del 2015 fa anche il suo debutto nella nazionale turca, vincendo la medaglia d'argento alla European League.

## Palmarès

### Nazionale (competizioni minori)
- European League 2015